# Joseph Baeck
Joseph Jean Baeck (Klabbeek, 27 november 1868 – Sint-Jans-Molenbeek, 22 oktober 1931) was een Belgisch syndicalist en politicus voor de BWP. 

## Levensloop
Joseph Baeck was vier jaar toen zijn vader om het leven kwam bij een ongeval in de mijnen van Clabecq. Vier jaar later verloor hij ook zijn moeder en werd hij wees. Vervolgens werd hij verder opgevoed door een tante. Vanaf zijn tiende werd hij opgeleid als draaier in een metaalbedrijf in Halle. Hij trouwde met Marie Michiels.
Baeck groeide al jonge leeftijd uit tot een overtuigde socialist. Samen met een vriend deelde hij aan fabrieken en openbare gebouwen exemplaren van Le Cathéchisme du Peuple uit, een in 1886 door Alfred Defuisseaux gepubliceerd werk om arbeiders vertrouwd te maken met de politiek en zo het algemeen stemrecht gemakkelijker te kunnen afdwingen. In 1886 werkte hij mee aan de oprichting van de Brusselse vakbond voor metaalbewerkers, waarvan hij na zijn legerdienst beheerder werd en vanaf 1896 secretaris was. In 1894 werd hij tevens lid van het uitvoerend comité van de Nationale Federatie van Metaalbewerkers (NFM), in 1912 herdoopt tot de Centrale der Metaalbewerkers van België (CMB). Van 1911 tot aan zijn dood in 1931 was hij voorzitter van deze vakbond. Daarnaast was hij van 1905 tot 1908 permanent provinciaal secretaris van de Federatie van Metaalbewerkers van Brabant, een functie die hij in 1921 weer opnam, en in 1913 werd hij secretaris van de Brusselse Federatie van Metaalbewerkers. Baeck deed inspanningen om het te grote aantal vakbonden voor metaalbewerkers te herleiden door fusies en hergroepering. In 1905 waren er nog negen afzonderlijke vakbonden en in 1914 waren er maar twee meer. In 1907 diende Baeck door zijn vakbondsactiviteiten voor de correctionele rechtbank van Nijvel te verschijnen, wegens schending van artikel 310 van het Strafwetboek, dat stakingsacties sterk beknotte.
In 1898 was hij een van de grondleggers van de Syndikale Kommissie, een vakcentrale die verschillende socialistische vakbonden met elkaar verbond. Vanaf 1904 was Baeck lid van het Bureau van de Syndikale Kommissie, waar hij in januari 1905 eveneens belast werd met de taak van propagandist. In juli 1930 werd Baeck aangesteld tot voorzitter van de Syndikale Kommissie, ter opvolging van Guillaume Solau, die op pensioen was gegaan. Hij bleef deze functie uitoefenen tot aan zijn dood in 1931. In 1919 nam hij als vertegenwoordiger van de arbeiders deel aan de eerste Internationale Arbeidsconferentie in Washington D.C..
Ook binnen de Belgische Werkliedenpartij was Baeck erg actief. Tussen 1900 en zijn dood zetelde hij verschillende malen in het Bureau van de Algemene Raad van deze partij. In oktober 1899 werd hij verkozen tot gemeenteraadslid van Sint-Jans-Molenbeek. Van 1908 tot 1919 en van 1927 tot aan zijn dood was hij er schepen van Openbare Werken, onder de liberale burgemeesters Henri Hollevoet en Louis Mettewie. Van november 1921 tot aan zijn dood zetelde hij bovendien in de Senaat, als rechtstreeks verkozen senator voor het arrondissement Brussel. Baeck was er lid van de commissie Arbeid en Industrie. In de plenaire vergaderingen kwam vooral tussen over lokale kwesties, zoals de verbreding van het kanaal Charleroi-Brussel en de negatieve gevolgen die dat zou hebben voor de arbeidersgemeenschap in Sint-Jans-Molenbeek, of in de debatten over de begrotingen voor Openbare Werken, Arbeid en Industrie.
Ook tijdens de Eerste Wereldoorlog zette Baeck zich in voor sociale actie. Hij was medestichter van de Hulpkas voor Werklozen in de Brusselse agglomeratie en was bestuurslid van de raad van beheer van de Arbeidsbeurs in Groot-Brussel, de Brusselse afdeling van het Nationaal Hulp- en Voedingskomiteit en het Comité voor Oorlogswezen.
Voorts was Baeck bestuurder in het technisch onderwijs. Hij werd lid van de raad van bestuur van de technische scholen in Schaarbeek en Sint-Gillis, was in 1925 stichter van de gieterijschool in Brussel en was tevens actief als lid van de Hoge Raad voor Technisch Onderwijs in de provincie Brabant. Daarnaast was Baeck beheerder van het Volkshuis in Brussel.
Sint-Jans-Molenbeek heeft een Joseph-Baecklaan.